# 41 Pegasi
41 Pegasi är en pulserande variabel av Delta Scuti-typ (DSCT:) i stjärnbilden Pegasus.
41 Pegasi har visuell magnitud +6,21 och varierar utan fastställd amplitud eller periodicitet. Den befinner sig på ett avstånd av ungefär 670 ljusår.